# MWC 480
MWC 480 (HD 31648) ist ein Herbig-Ae/Be-Stern in der Taurus Sternentstehungsregion im Sternbild Taurus. Um den Stern hat sich eine protoplanetare Scheibe geformt. Seine Röntgenstrahlen ähneln denen eines gewöhnlichen Herbig Ae Sterns, jedoch ist im Unterschied zu diesen Sternen die fotoelektrische Absorption zehnmal größer als man erwarten könnte. Mit Hilfe des ALMA-Teleskops wurden zum ersten Mal auch komplexe Kohlenwasserstoffe (Acetonitril) in einem jungen Stern gefunden, welche für die Entstehung von Leben wichtig sind.